# كأس تونس 1957–58
كأس تونس لكرة القدم 1957-1958 هو الموسم رقم 3 منذ الاستقلال وال28 منذ إنشائه من كأس تونس لكرة القدم.

فاز بهذا الموسم الملعب التونسي، وجاء ثانيا النجم الرياضي الساحلي.

## روابط خارجية
- الموقع الرسمي للجامعة التونسية لكرة القدم.